# La Barreira
La Barreira (oficialmente y en asturiano: A Barreira) es una aldea perteneciente a la parroquia de Boal, en el concejo de Boal, comarca de Eo-Navia, Principado de Asturias, España.
Cuenta con una población de 12 habitantes (INE, 2013) y se encuentra a unos 610 m de altura sobre el nivel del mar. Situada en la misma ladera que la capital del concejo, sobre esta, dista escasamente unos 500 m de ella. Se puede acceder a esta localidad tomando la carretera que sube al cementerio de la villa de Boal, en cuyas cercanías se halla.